# Mesquita de Zeyrek
|  | Per a altres significats, vegeu «Monestir del Pantocràtor (mont Atos)». |

La mesquita de Zeyrek (en turc: Molla Zeyrek Camii), anteriorment monestir del Pantocràtor (Pantokrator Manastırı), és una mesquita situada a Istanbul i consistent en dues antigues esglésies i una capella ortodoxes. És l'exemple més típic de l'arquitectura del període romà d'Orient intermedi de Constantinoble i, després de Santa Sofia, l'edifici religiós més gran construït pels romans d'Orient que encara es manté dempeus a la ciutat d'Istanbul. El complex es troba al districte de Fatih (un dels més grans de la ciutat), al barri pobre i popular de Zeyrek, menys d'1 km al sud-est de la mesquita Eski Imaret.
El monestir fou fundat per l'emperador Joan II Comnè, que posteriorment hi seria enterrat.